# Giovio (prefetto)
Giovio (latino: Iovius; fl. 408-410) è stato un prefetto romano d'Occidente, che svolse un ruolo importante nelle fallite negoziazioni con Alarico alla vigilia del sacco di Roma del 410.
Olimpiodoro è l'unico a chiamarlo Ἰοβιανός, Gioviano.

## Biografia
Sotto il regno di Onorio, venne nominato da Stilicone Prefetto del pretorio dell'Illirico. Lo scopo di Stilicone era quello di avvalersi dell'aiuto di Alarico per portare l'Illirico sotto Onorio; in questa occasione Giovio conobbe e strinse rapporti con Alarico.
Stilicone morì nel 408, a causa di un complotto organizzato dal magister officiorum Olimpio, il quale, però, cadde a sua volta in disgrazia l'anno seguente. Nel 409, allora, Giovio fu nominato patricius e Prefetto del pretorio d'Italia, esercitando una grandissima influenza sull'imperatore. Insieme ad Allobico, organizzò l'assassinio di Turpilione e Vigilanzio, due generali vicini a Olimpio.
In quello stesso anno in cui Giovio divenne patricius, dovette gestire il contrasto tra Onorio e Alarico, il quale voleva che l'imperatore riconoscesse i diritti del suo popolo. Giovio intavolò una trattativa con Alarico a Rimini, e suggerì a Onorio di accettare le sue condizioni. L'imperatore, però, si rifiutò di concederle, e ottenne da Giovio e da altri funzionari il giuramento di non fare mai la pace col capo dei Goti. Quando Alarico avanzò nuove richieste, meno onerose, fu Giovio, insieme ad altri ministri, che convinse Onorio a non accettarle.
Alarico occupò allora Roma, mettendo sul trono Prisco Attalo. Giovio, il primicerius notariorum Giuliano, il quaestor sacri palatii Potamio e il magister militum Valente furono inviati da Onorio nel tardo 409 presso Attalo a negoziare. Giovio, però, passò dalla parte di Attalo e Alarico, che gli concessero il titolo di patricius e gli diedero la Prefettura del pretorio d'Italia. Tentò di convincere Alarico ad abbandonare Attalo.